# Thomas Brezina
Thomas Brezina, né le 30 janvier 1963 à Vienne, est un auteur et présentateur de télévision autrichien. Il est principalement connu pour sa série Les K (Knickerbocker Gang) et ses histoires concernant le vélo Tom Turbo. Il a publié plus de 550 livres et son œuvre a été traduite dans 35 langues.

## Biographie
Déjà auteur pendant sa jeunesse, Thoma Brezina a reçu le Grand Prix de la Jeunesse Autrichienne pour ses scénarios du spectacle de marionnettes télévisé Tim, Tom et Dominik. Par la suite, il a travaillé comme marionnettiste à Arminius Rothstein, mieux connu sous le nom de « Clown Habaquq », en Autriche, et a joué entre autres le magicien Tintifax.
Thomas Brezina a écrit des histoires et des pièces radiophoniques et a travaillé comme assistant réalisateur pour des spectacles tels que Am dam des, pour la radio publique nationale autrichienne (ORF). Par la suite, il a été embauché à l'ORF en tant que rédacteur, directeur et, finalement, présentateur des programmes pour enfants.
Sa percée en tant qu'écrivain s'est produite en 1990 avec la série Les K. Trois ans plus tard, il a lancé la série littéraire Tom Turbo – sur la « bicyclette la plus intelligente du monde » – qui a ensuite été adaptée pour la télévision. Depuis 2008, il est responsable du programme pour enfants okidoki, diffusé sur ORF eins.
Thomas Brezina a reçu de nombreuses récompenses pour son travail, y compris l'Ordre du Mérite et la plus importante récompense de la télévision autrichienne : le prix Romy, pour le programme d'éducation Forscherexpress.
Il vit à Vienne et à Londres. En privé, il s'engage dans les organismes de bienfaisance pour les enfants défavorisés et est devenu un Ambassadeur itinérant de l'UNICEF pour l'Autriche en 1996. Pour son 50e anniversaire, il a parrainé un enfant pour Light for the World et il est actuellement engagé en tant que témoin pour de l'ONG Autrichienne Volkshilfe.

## Ouvrages traduits en français
- Série Les K
  - La jonque aux dragons, Rageot
  - La vallée des monstres, Rageot
  - Prisonniers de la tour infernale, trad. par M. J. Lamorlette, Rageot
  - Le trésor de la grotte maudite, trad. par M. J. Lamorlette, Rageot
  - La vengeance du baron Pizza, trad. par F. de Brébisson, Rageot
  - Un fantôme au pensionnat, trad. par M. J. Lamorlette, Rageot
  - Pris au piège du labyrinthe, trad. par M. J. Lamorlette, Rageot
  - Drôle de drame à Amsterdam, trad. par M.-J. Lamorlette, Rageot
  - Panique sur le télésiège, trad. par M. J. Lamorlette, Rageot
  - Le mystère du château hanté, trad. par M. J. Lamorlette, Rageot
  - Le secret de la momie rouge, trad. par G. Beaufils-Godde, Rageot
  - Danger sur l'île aux pieuvres, trad. par M. J. Lamorlette, Rageot